# Athis (castniídeos)
Athis é um gênero de traça pertencente à família Brachodidae.